# Radio Ethiopia
Radio Ethiopia är ett album av Patti Smith Group, utgivet 1976. 
Albumet skiljer sig från föregångaren Horses (1975) bland annat genom att bandet här getts mer utrymme. Detta bidrog i viss mån till det något sämre mottagande som det fick av kritikerna. Det sålde även sämre, med en 122:a plats som toppnotering på Billboardlistan.
1996 släpptes en nyutgåva av albumet med låten "Chiklets" som bonusspår.

## Låtlista
1. "Ask the Angels" (Patti Smith/Ivan Kral) - 3:07
2. "Ain't It Strange" (Patti Smith/Ivan Kral) - 6:35
3. "Poppies" (Patti Smith/Richard Sohl) - 7:05
4. "Pissing in a River" (Patti Smith/Ivan Kral) - 4:41
5. "Pumping (My Heart)" (Patti Smith/Ivan Kral/Jay Dee Daugherty) - 3:20
6. "Distant Fingers" (Patti Smith/Ivan Kral) - 4:17
7. "Radio Ethiopia" (Patti Smith/Lenny Kaye) - 10:00
8. "Abyssinia" (Patti Smith/Lenny Kaye/Richard Sohl) - 2:10

## Medverkande
- Patti Smith - gitarr, sång
- Jay Dee Daugherty - percussion, trummor
- Lenny Kaye - bas, gitarr, sång
- Ivan Kral - bas, gitarr
- Richard Sohl - synthesizer, piano, keyboards